# Colmar
Colmar (francuski i njemački: Colmar, elzaški: Colmer) je grad u Francuskoj koji se nalazi u njezinoj regiji Elzas i departmanu Haut-Rhin (Gornja-Rajna); ujedno je i administrativno središte tog departmana. Smješten je u istočnom podnožju planine Vogezi, a kroz grad prolazi rijeka Lauch koja je kanalom povezana s rijekom Rajnom. Colmar je grad s najmanjim godišnjim količinama oborina u Francuskoj, koje iznose svega 530 mm/m². Prema podacima iz 2006. u širem gradskom području živi 116,268 stanovnika, dok u samom gradu obitava njih 67 163. Drugi je najveći grad u departmana nakon Mulhousea.

## Povijest
Colmar se po prvi put spominje u pisanom dokumentu iz 823. godine. Status slobodnog carskog grada stekao je 1226. za vrijeme Svetog Rimskog Carstva, a od 1354. do 1679. dio Décapolea (saveza deset slobodnih carskih gradova Elzasa).
1679. grad preuzima Francuska kojom tada vlada Louis XIV.
Nakon francuskog poraza u Francusko-pruskom ratu Njemačko Carstvo je aneksiralo veći dio Lorrainea kao i cijeli Elzas zajedno s Colmarom. Grad je vraćen Francuskoj nakon Prvog svjetskog rata da bi ga ponovo aneksirala tada nacistička Njemačka. Po završetku Drugog svjetskog rata Francuska ga je opet povratila 2. veljače 1945. nakon završetka bitke "Poche de Colmar" (Colmarski džep).

## Kultura i umjetnost
U 15. stoljeću u gradu je živio slikar i grafičar Martin Schongauer čiji se grafički otisci mogu pogledati u Muzeju Unterlinden, u kojem se također čuva čuveni Isenheimski oltar (iz 16. stoljeća), rad Matthias Grünewald.
U Colmaru je također živio kipar Frédéric-Auguste Bartholdi, a najpoznatije njegovo djelo je model za Kipa slobode.

## Znamenitosti
- Muzej Unterlinden, u kojem se čuva Isenheimski oltar.
- Dominikanska crkva (Eglise des Dominicains) iz 14. stoljeća, u njoj se nalazi slika Martina Schongauera: Gospa od ruža (La Vierge au buisson de roses).
- Maison Adolph, jedna je od najstarijih zgrada u gradu
- Gradska vijećnica (Hôtel de Ville) iz 18. stoljeća
- La Petite Venise. Dio grada sa starim ribarskim kolibama i vrbama poredanim uzduž kanala.

## Vanjske poveznice
- Službene stranice grada Colmara
- Stranice Turističke zajednice grada Colmara

## Galerija
- Colmar.  "La Maison Pfister" iz XVI. stoljeća.
- Colmar, Grand Rue 4. kolovoza 2009.
- Colmar, središte grada.
- Colmar, stari dio grada.
- Colmar, "Mala Venecija".
- Colmar, "Mala Venecija".
- Colmar, "Pâtisserie".
- Colmar 2009. Stari grad.
- Colmar, knjižara u središtu grada.

## Stare slike
- Colmar ~ 1900. "La Maison Pfister" iz XVI. stoljeća.
- Colmar ~ 1900. "Maison des Arcades".
- Colmar ~ 1900. Stara carina.
- Colmar ~ 1900. Katedrala sv. Martin.

|  | Portal Francuske – Pristup člancima s tematikom o Francuskoj. |